# 미조면
미조면(彌助面)는 대한민국 경상남도 남해군의 면이다.

## 연혁
- 1944년 8월 7일 삼동면에서 미조출장소로 분리
- 1944년 9월 1일 사항마을(현 중앙여관)-목조건물 66m2 개설
- 1956년 6월 3일 현 미조파출소 부지 이전
- 1983년 1월 5일 현 부지 1,322m2 미조매립지추진위원회 기증
- 1983년 4월 30일 본 건물 준공
- 1985년 6월 30일 2층 회의실 증축
- 1986년 4월 1일 미조면 승격[1]

## 행정 구역
- 미조리(彌助里)
- 송정리(松亭里)

## 교육
- 미조초등학교
- 미조중학교

## 사건사고
- 1980년 12월 1일 오후 10시20분, 경상 남해군 목도 남방 7km 지점에서 은밀히 접근하는 북한 무장공비간첩건 침투 발생..남해군 무장공비 간첩선 침투 사건